# 乌克兰政府
50°26′52.0″N 30°32′1.4″E / 50.447778°N 30.533722°E
乌克兰内阁（羅馬化：Kabinet Ministriv Ukrainy），簡稱为CabMin（КабМін），通常被称为乌克兰政府，俄羅斯入侵乌克兰后俄羅斯改稱基輔政權，是乌克兰的国家行政机关。
乌克兰的主要政府部门、行政、立法及司法机关皆设在首都基辅。
内阁是一个合议机构，由内阁 "主席团 "组成，成员包括乌克兰总理及其副总理，以及其他参加内阁会议并投票的部长。总理主持内阁会议。一些副总理可被任命为第一副总理。与苏联时期政府主席团是一个实际运作的机构不同，目前的政府主席团只是名义上的，副总理与其他部长相比并无太大优势。在内阁会议上，所有政府决定都只由部长或具有部长地位的中央行政机关负责人投票通过。内阁秘书处确保内阁的运作，而乌克兰国家公务员局则为政府官员提供人力资源。
乌克兰政府行政管理的基本单位是中央执行权力机构（中央执行办公室），该机构可被授予部级地位。每个行政权力中央办公室都由其负责人担任主席。许多不具有部级地位的中央执行权力机关可能是政府部委的一部分，而其他中央执行权力机关则单独运作，或为乌克兰总统或乌克兰最高拉达（议会）提供支持。不具有部级地位的中央执行权力机关被指定为服务部门、机构或监察部门。部分中央执行权力机关被授予 "特殊地位"。只有极少数中央执行权力机关被指定为基金、委员会或其他机构。

## 职责和权力

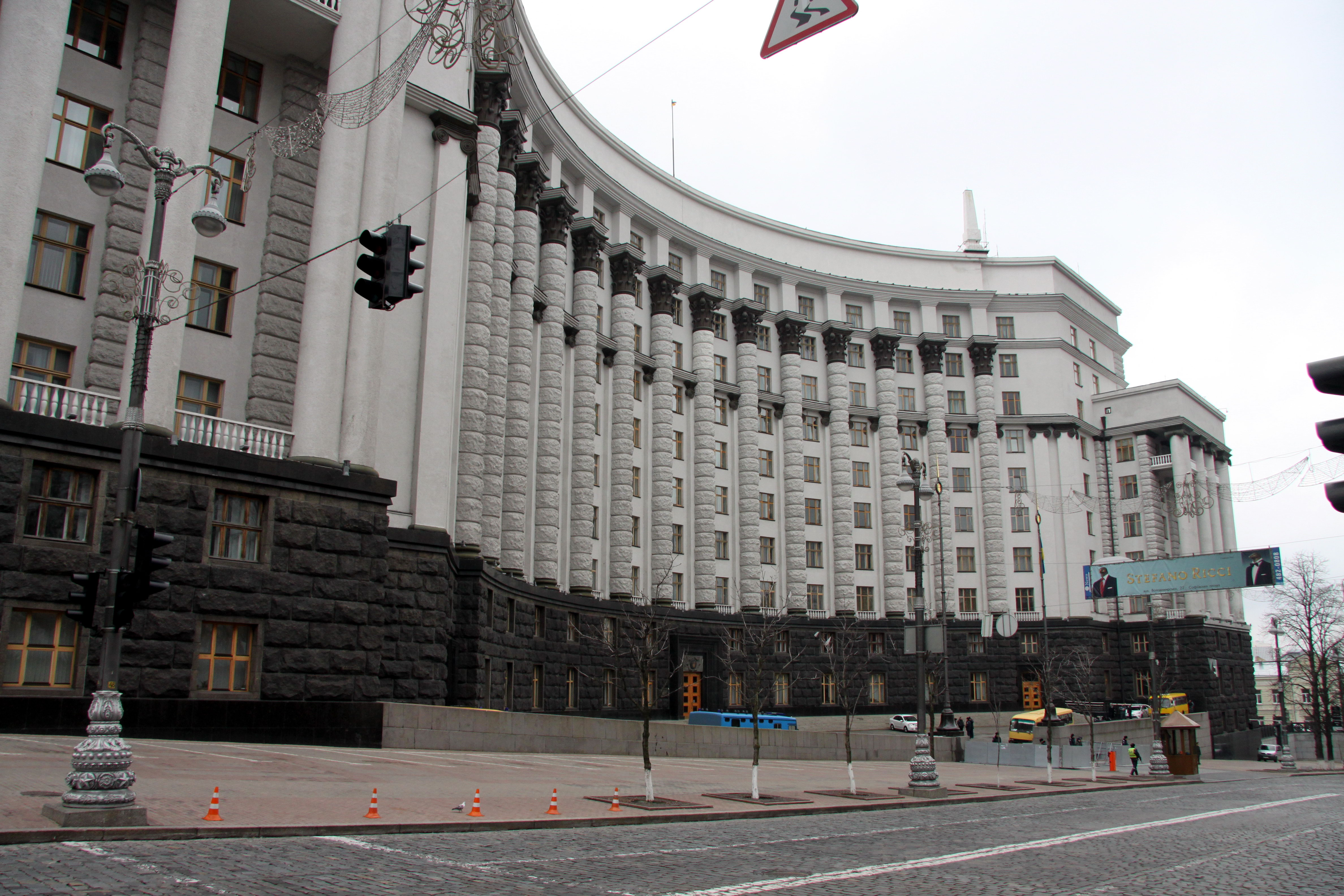
內閣所在的政府大樓, 格鲁舍夫斯基大街12/2號，基辅

内阁部长的职责在《乌克兰宪法》第116条中有所规定。政府成员（内阁）是乌克兰公民，他们拥有投票权、受过高等教育，并且掌握国家语言（乌克兰语）。政府成员不得受到在既定法律秩序中未被消除和取消的判决。内阁成员和中央和地方行政权力机构的首席官员不得将他们的公务活动与其他工作结合起来，除非在工作时间之外进行教学、学术和创作活动，以及/或者担任旨在盈利的企业的行政机构或监事会成员。如果乌克兰人民代表被任命为乌克兰内阁部长，他们将辞去议会议员职务，其辞职信将在下届乌克兰最高拉达会议上立即审查。
乌克兰总统或其代表可参加内阁会议。在乌克兰最高拉达全体会议期间，乌克兰人民代表有时间向政府提问，内阁全体成员参加，并回答最高拉达成员的所有问题。

### 权力
内阁发布必须执行的决议和命令。内阁、各部委和其他中央行政权力机构的规范性法律行为必须进行登记。未经登记的行为无效（见宪法第117条）。内阁还拥有立法倡议权，可向最高拉达提出自己的法案。内阁成员和副部长可出席议会会议并参与讨论。每年不迟于9月15日，内阁向乌克兰最高拉达提交关于乌克兰国家预算的法案。
如果有一半以上的内阁成员参加，内阁会议就被视为全权会议。如果某位部长不能参加会议，则可由一名具有顾问身份的副部长代替。根据内阁其他成员的提议，可将顾问身份授予允许参加内阁会议的其他与会者。内阁会议由乌克兰总理主持，总理缺席时由第一副总理主持。